# Kimova hra
Kimova hra je hra k procvičování zrakové paměti. Její název je odvozen z románu Kim Rudyarda Kiplinga z roku 1901,  v němž hlavní hrdina Kim hraje tuto hru během svého výcviku na špiona.

## Princip hry
Děti si zapamatují v určitém čase (třeba minuta) soubor několika předmětů a pak soutěživou formou prokazují, kolik si předmětů zapamatovaly. 
Děti jdou za dveře. Na stůl či podlahu dá vedoucí 10–20 drobných, různých předmětů (třeba klíč, hřeben, brýle, zapalovač), děti přizve do místnosti a nechá je soubor předmětů minutu či dvě pozorovat, vstřebávat do paměti. Pak předměty zakryje, rozdá jim papíry s tužkami a dětem dá minutu či dvě k vypracování soupisu zapamatovaných předmětů. Vyhrává, kdo jich zapsal správně víc.  

## Varianty hry

### Hra na ulici
Děti si s vedoucím projdou ulici s řadou obchodů, za rohem v jiné ulici pak napíší na lístek jejich seznam a spolu se všichni ulicí vrátí. Při cestě zpět si seznam zkontrolují. Vítězem je, kdo má v seznamu více správných názvů. 

### Co se změnilo
Pod ubrus, plachtu dá vedoucí 10–15 drobných předmětů. Na minutu nechá děti hromádku pozorovat, děti odejdou za dveře, vedoucí několik předmětů vymění, děti se vrátí a bodují při pojmenování, zapsání správné změny. Za správnou odpověď plus bod, za špatnou minus bod. Děti si nemusí nic psát, budou-li chodit do místnosti po jednom a mluvit jeden po druhém samostatně.